# 존 하워드
존 윈스턴 하워드(영어: John Winston Howard, OM, AC, 1939년 7월 26일 ~ )는 오스트레일리아의 정치인이자 제25대 오스트레일리아 총리이다. 오스트레일리아 역사상 로버트 멘지스 총리에 이은 두 번째 장기 집권 총리이다. 오랜 기간 동안 오스트레일리아 보수연립의 지도자이자 자유당의 당수로서 활약하였다.

## 초기 경력
시드니 대학교 법과대학을 졸업하고, 1974년에 그의 고향인 시드니의 베넬롱(Bennelong) 지역구를 대표하는 연방하원의원으로서 정치생활을 시작한 그는 말콤 프레이저 내각 하에서, 1977년에서 1983년 사이, 재무부 장관을 역임하였다. 1985년부터 1989년 사이에는, 오스트레일리아 자유당 총수를 지냈으며 밥 호크행정부 아래에서 범야권의 지도자(Leader of the Opposition)를 역임하기도 했다.

## 총리 재임

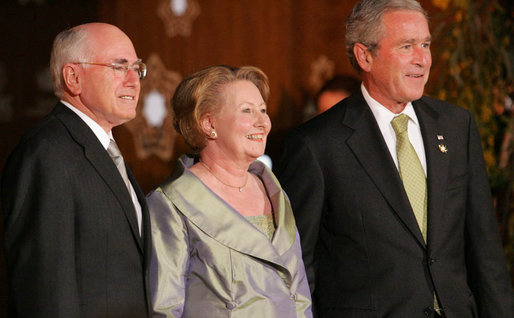
2007년 9월 APEC정상회의 만찬에서 (좌로부터 존 하워드, 아내 재닛, 당시 미국 대통령 조지 W. 부시(오른쪽)

1996년 3월 11일 13년간의 노동당 장기집권을 끝내고 총리에 취임하였다. 초기에는 전통적인 보수주의 정책을 펴면서, '상품 및 서비스 세금'(특별소비세, GST. 총 구매금액에서 7%추가하는 간접세 방식)을 도입하고 정부재정 불균형을 해소하여 자신의 집권기간 동안 지속적인 경제호황을 유지시켰으며, 2002년과 2005년의 발리 연쇄폭탄테러(당시 희생자들의 절대다수는 자국민들이었음)로 실의에 빠진 국민들을 위로하고 혼란에 빠졌던 신생국가 동티모르의 안정을 돕는 등의 굵직한 업적들을 남겼다. 그러나, 2001년 조지 W 부시정권의 출범과 9.11 테러 이후 급격한 미국식 신자유주의 정책들을 추진하고, 전국민적 반발에도 불구하고 미국과 함께 자신의 집권기간 동안 지구온난화에 대처하기 위한 교토 의정서 참여를 거부한 채 이라크에 자국군을 파병시켜 다수의 희생자를 내는 등, 미국 주도의 테러와의 전쟁에 적극 협력하여 '아시아의 조지 W 부시'라는 평가를 받기도 했다. 2007년 11월 24일에 열린 국회의원 총선거에서 전국적으로는 케빈 러드가 이끄는 노동당에, 그리고 자신의 지역구에서마저 전직 오스트레일리아 방송 공사의 언론인이자 정치신인 맥신 맥큐(Maxine McKew)에게 근소한 차이로 패배하여 사실상 정계은퇴하였다.

## 은퇴 후
2009년의 시작과 동시에 그는 미국에서 엄청난 주목을 받았는데, 1월 12일에 미국의 대통령(당시 제43대 조지 W. 부시)이 수여하는 '자유의 메달'을 수상하기 위해 백악관 영빈관인 블레어 하우스(Blair House)에 내외가 머물기로 결정하였으나, 미국 정권교체기의 원활한 정권인수와, 버락 오바마 제44대 대통령(당시 당선자)의 두 자녀(말리아와 사샤)의 개학 등의 사유로 인해 영빈관을 조기에 이용할 수 있도록 요청하였으나 부시 정권이 그의 체류를 허락하면서 이를 거부하였다. 결국 미국의 주요 언론들(특히 키스 올버맨과 레이첼 매도우의 MSNBC를 비롯한 개혁성향의 언론들)은 일제히 이 사건과 당사자인 부시 그리고 하워드를 비판하였다.

## 서훈
- 2008년 오스트레일리아 훈장 컴패니언(AC)
- 2012년 오더 오브 메리트(Order of Merit, OM)

## 역대 선거 결과
| 선거명      | 직책명                   | 대수 | 정당                  | 1차 득표율 | 1차 득표수 | 2차 득표율 | 2차 득표수 | 결과 | 당락                 |
| ----------- | ------------------------ | ---- | --------------------- | ---------- | ---------- | ---------- | ---------- | ---- | -------------------- |
| 1974년 선거 | 하원의원 (베넬롱 선거구) | 29대 | 오스트레일리아 자유당 | 51.7%      | 32,700표   |            |            | 1위  | 베넬롱 하원의원 당선 |
| 1975년 선거 | 하원의원 (베넬롱 선거구) | 30대 | 오스트레일리아 자유당 | 60.5%      | 39,867표   |            |            | 1위  | 베넬롱 하원의원 당선 |
| 1977년 선거 | 하원의원 (베넬롱 선거구) | 31대 | 오스트레일리아 자유당 | 56.2%      | 37,080표   |            |            | 1위  | 베넬롱 하원의원 당선 |
| 1980년 선거 | 하원의원 (베넬롱 선거구) | 32대 | 오스트레일리아 자유당 | 53.9%      | 36,075표   |            |            | 1위  | 베넬롱 하원의원 당선 |
| 1983년 선거 | 하원의원 (베넬롱 선거구) | 33대 | 오스트레일리아 자유당 | 50.3%      | 33,721표   |            |            | 1위  | 베넬롱 하원의원 당선 |
| 1984년 선거 | 하원의원 (베넬롱 선거구) | 34대 | 오스트레일리아 자유당 | 54.2%      | 33,820표   |            |            | 1위  | 베넬롱 하원의원 당선 |
| 1987년 선거 | 하원의원 (베넬롱 선거구) | 35대 | 오스트레일리아 자유당 | 56.9%      | 36,266표   |            |            | 1위  | 베넬롱 하원의원 당선 |
| 1990년 선거 | 하원의원 (베넬롱 선거구) | 36대 | 오스트레일리아 자유당 | 52.8%      | 33,862표   |            |            | 1위  | 베넬롱 하원의원 당선 |
| 1993년 선거 | 하원의원 (베넬롱 선거구) | 37대 | 오스트레일리아 자유당 | 50.12%     | 37,096표   |            |            | 1위  | 베넬롱 하원의원 당선 |
| 1996년 선거 | 하원의원 (베넬롱 선거구) | 38대 | 오스트레일리아 자유당 | 53.83%     | 40,589표   |            |            | 1위  | 베넬롱 하원의원 당선 |
| 1998년 선거 | 하원의원 (베넬롱 선거구) | 39대 | 오스트레일리아 자유당 | 49.24%     | 36,976표   | 56.03%     | 42,075표   | 1위  | 베넬롱 하원의원 당선 |
| 2001년 선거 | 하원의원 (베넬롱 선거구) | 40대 | 오스트레일리아 자유당 | 53.07%     | 41,255표   |            |            | 1위  | 베넬롱 하원의원 당선 |
| 2004년 선거 | 하원의원 (베넬롱 선거구) | 41대 | 오스트레일리아 자유당 | 49.89%     | 38,326표   | 54.33%     | 41,735표   | 1위  | 베넬롱 하원의원 당선 |
| 2007년 선거 | 하원의원 (베넬롱 선거구) | 42대 | 오스트레일리아 자유당 | 45.49%     | 39,551표   | 48.60%     | 42,251표   | 2위  | 낙선                 |